# Hessisches Landesarchiv
Das Hessische Landesarchiv (HLA) ist eine der zentralen Anlaufstellen zu allen Fragen der hessischen Geschichte. In seinen Standorten Darmstadt, Marburg und Wiesbaden stehen über mehr als 170 Regalkilometer Akten, über 860.000 Karten und Pläne sowie ca. 240.000 Urkunden von 760 bis heute für die Nutzung offen. Es versteht sich als aktiver Teil einer offenen Wissens- und Informationsgesellschaft.

## Organisation
Am 1. Januar 2018 wurden die Staatsarchive Darmstadt und Marburg sowie das Hauptstaatsarchiv in Wiesbaden per Organisationserlass zu einer Einheitsbehörde Hessisches Landesarchiv zusammengefasst. Die Staatsarchive bilden Abteilungen des von dem Präsidenten geleiteten Landesarchivs. Ziel dieser Zentralisierung war die landesweit einheitliche Koordination und Ausgestaltung fachlicher Aufgaben sowie die Reduzierung des Verwaltungsaufwandes. Darüber hinaus sind die Archivschule Marburg und das Hessische Landesamt für geschichtliche Landeskunde seit 2014 Kooperationspartner des Hessischen Landesarchivs, um die Zusammenarbeit auf dem Gebiet der Aus- und Fortbildung von Fachpersonal und in der Vermittlung von Landesgeschichte zu stärken.
Das Hessische Landesarchiv besteht aus vier Abteilungen, dem Hessischen Staatsarchiv Darmstadt, dem Hessischen Staatsarchiv Marburg (Grundbucharchiv, Personenstandsarchiv), dem Hessischen Hauptstaatsarchiv Wiesbaden sowie der Abteilung Zentrale Dienste, zu der u. a. auch das Digitale Archiv Hessen und die Kommunale Archivberatung gehören. Eine weitere Außenstelle ist das in Kooperation mit der Jugendburg Ludwigstein betriebene Archiv der deutschen Jugendbewegung. Die regionale Zuständigkeit der drei hessischen Staatsarchive für die historischen Unterlagen orientiert sich an den Territorialgrenzen des 19. Jahrhunderts auf dem Gebiet des heutigen Bundeslandes Hessen sowie den Regierungsbezirken Darmstadt, Gießen und Kassel bzw. dem ehemaligen Regierungsbezirk Wiesbaden.

## Die Abteilungen
Abteilung 1 – Zentrale Einrichtungen – besteht aus den Referaten Organisation, Personal, Haushalt; Digitale Dienste (IT, Digitales Archiv, Arcinsys) sowie Erhaltung, Archivberatung (Koordinierungsstelle Bestandserhaltung Hessen, Bundessicherungsverfilmung). Sie vereinigt allgemeine und fachliche Querschnittsaufgaben und fungiert als Service- und Koordinierungseinrichtung für das gesamte Landesarchiv.
Mit dem Archivinformationssystem Arcinsys hat das Hessische Landesarchiv in Zusammenarbeit mit dem Niedersächsischen Landesarchiv ein zeitgemäßes Archivinformationssystem entwickelt, das den gesamten archivischen Workflow von der Übernahme bis zur Bereitstellung von Archivgut abdeckt. Neben der Recherche werden auch Antragstellung und Archivalienbestellung für Nutzer realisiert. Arcinsys erfüllt als Webanwendung die Anforderungen des digitalen Zeitalters: mit leistungsstarken Recherchetools, mit dem Nachweis digitaler Objekte und mit verbesserter Digitalisatpräsentation. Zugleich organisiert Arcinsys die Nutzung von traditionellem Archivgut. Derzeit sind rund 8,2 Millionen Verzeichnungsdatensätze aus verschiedenen hessischen Archiven in Arcinsys enthalten; weitere werden fortlaufend hinzugefügt.
Um die Archivierung und Erhaltung digitaler Aufzeichnungen sicherzustellen, haben die drei hessischen Staatsarchive Ende 2009 das „Digitale Archiv Hessen“ eingerichtet. Dieses entwickelt Lösungsstrategien, die die dauerhafte Speicherung und die Anforderung an die Integrität (Unveränderbarkeit der Archivalien), Authentizität (Archivalien stammen vom angegebenen Urheber), Vollständigkeit (keine Archivalien wurden nachträglich entfernt) und die Lesbarkeit (Archivalien können angezeigt und interpretiert werden) sicherstellen. Dabei kann es sich um Fachanwendungen, Unterlagen aus dem Dokumentenmanagementsystem (HeDok), Dateiablagen in Ordnersystemen, digitale Fotos oder anderes handeln. Das Staatsarchiv entscheidet, wie auch bereits bei analogem Schriftgut, welche Aufzeichnungen als archivwürdig eingestuft werden. Ausgewählte Daten werden im digitalen Magazin gespeichert, um diese dann für den Archivbenutzer bereitzustellen und nutzbar zu machen. Digitale Archivalien werden wie analoge Archivalien im Archivinformationssystem Arcinsys erschlossen, sie können über Arcinsys recherchiert und – nach Ablauf der Schutzfristen – bestellt werden.
Die Archivberatung Hessen unterstützt und berät die über 450 kommunalen Gebietskörperschaften, das heißt Landkreise, kreisfreie und kreisangehörige Städte und Gemeinden in Hessen, bei der Wahrnehmung des gesetzlichen Auftrags zur Archivierung ihrer Überlieferung im Rahmen der kommunalen Selbstverwaltung. Als Instrument der Rechtssicherung und des Wissensmanagements arbeiten kommunale Archive der Verwaltung des Archivträgers zu; gleichzeitig sind sie Stätten der historischen Selbstvergewisserung und der Wahrung des kulturellen Erbes eines gesamten Gemeinwesens.

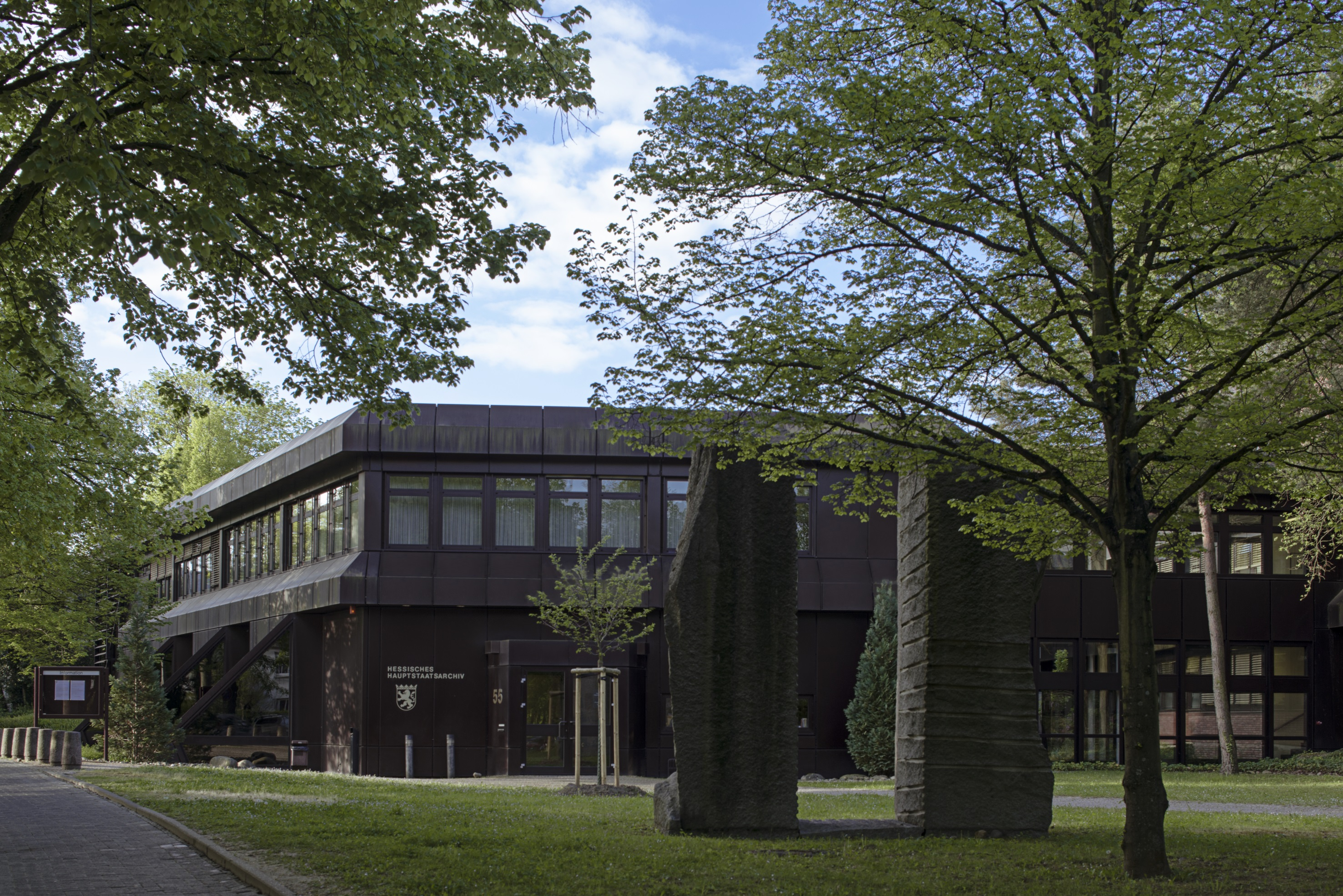
Hessisches Hauptstaatsarchiv Wiesbaden

Die zum 1. Januar 2017 als zentrale Einheit des Hessischen Landesarchivs eingerichtete und in Kooperation mit den Bibliotheken arbeitende Koordinierungsstelle Bestandserhaltung Hessen (KBH) verfolgt die Aufgabe, als strategischer Ansprechpartner bei der Entwicklung, Bündelung und Umsetzung von konservatorischen und restauratorischen Maßnahmen zu fungieren. Die Arbeitsschwerpunkte der am Hessischen Staatsarchiv Darmstadt angesiedelten KBH reichen dabei von der Beratung zu Fördermöglichkeiten des Bundes und des Landes Hessen sowie der Bereitstellung der erforderlichen Informations- und Antragsmaterialien, über die fachliche Beurteilung der Anträge und die Unterstützung bei der Auftragsabwicklung bis hin zur Qualitätssicherung.
Das Competence Center Records Management (CC RM) berät die Dienststellen des Landes bei Fragen der Aktenführung und Schriftgutverwaltung, speziell der Aufbewahrung und Aussonderung. Es bietet Online-Handreichungen, Beratungsgespräche vor Ort, Fortbildung zur Schriftgutverwaltung in ihren Dienststellen, Informationsveranstaltungen rund um alle Fragen der Aktenverwaltung und -aussonderung in unseren Häusern.
Abteilung 2 – Hessisches Hauptstaatsarchiv Wiesbaden: Das Hessische Hauptstaatsarchiv Wiesbaden ist die zentrale Anlaufstelle für alle Fragen zur hessischen Geschichte seit 1945 und zur NS-Zeit im Bereich des Bundeslandes. Denn neben den Unterlagen zu Entnazifizierungsverfahren und Entschädigungen sind hier das Archivgut der hessischen Ministerien sowie aller Behörden, Gerichte und staatlichen Einrichtungen mit Zuständigkeit für ganz Hessen einsehbar. Als historisches Archiv steht die Überlieferung aus dem Gebiet des Herzogtums Nassau, der Landgrafschaft Hessen-Homburg, der Reichsstadt Wetzlar sowie des Regierungsbezirks Wiesbaden allen Interessierten offen. An nachgeordneten staatlichen Dienststellen ist das Hauptstaatsarchiv zuständig für die kreisfreien Städte Frankfurt am Main und Wiesbaden sowie den Hochtaunuskreis, den Lahn-Dill-Kreis, den Landkreis Limburg-Weilburg, den Main-Kinzig-Kreis, den Main-Taunus-Kreis und den Rheingau-Taunus-Kreis.

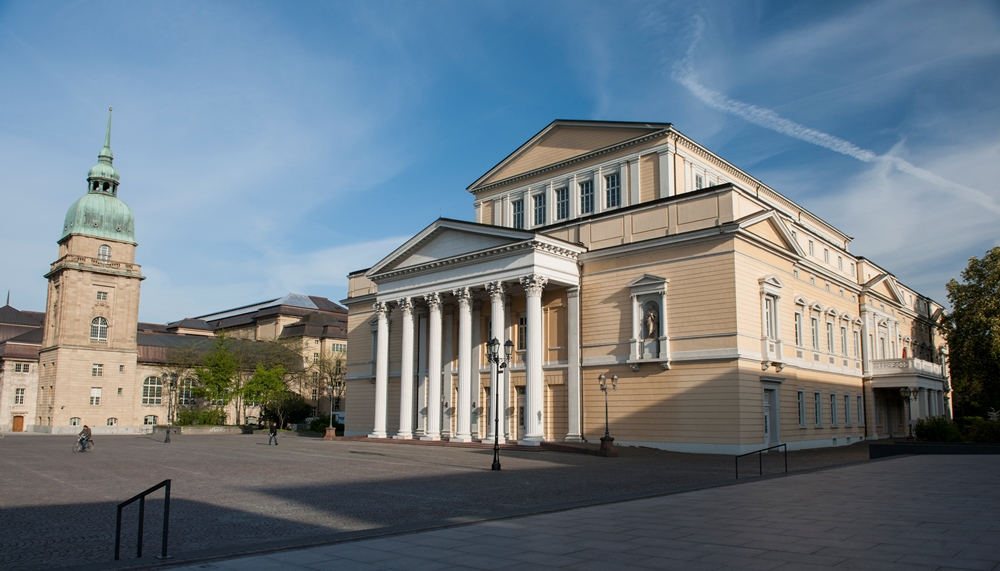
Hessisches Staatsarchiv Darmstadt

Abteilung 3 – Hessisches Staatsarchiv Darmstadt: Das Hessische Staatsarchiv Darmstadt ist zuständig für die Unterlagen des Regierungspräsidiums Darmstadt, der nachgeordneten staatlichen Dienststellen in den kreisfreien Städten Darmstadt und Offenbach sowie in den Landkreisen Bergstraße, Darmstadt-Dieburg, Gießen (außer dem 1981 errichteten Regierungspräsidium Gießen), Groß-Gerau und Offenbach, im Odenwaldkreis, im Vogelsbergkreis und im Wetteraukreis. Als historisches Archiv verwahrt das Hessische Staatsarchiv Darmstadt die Überlieferung der ehemaligen Landgrafschaft Hessen-Darmstadt und der im Laufe der Jahrhunderte eingegliederten Territorien (adlige und geistliche Herrschaften, Reichsstädte) sowie des Großherzogtums Hessen (bis 1918) und des Volksstaates Hessen (bis 1945) mit den drei Provinzen Oberhessen, Starkenburg (Südhessen) und Rheinhessen.
Abteilung 4 – Hessisches Staatsarchiv Marburg: Für die regionalhistorische Erforschung Nord- und Osthessens sind die Bestände des Hessischen Staatsarchivs Marburg zentral. Es verwahrt die historische Überlieferung aus dem Gebiet der Landgrafschaft/des Kurfürstentums Hessen („Hessen-Kassel“), der darin aufgegangenen weltlichen und geistlichen Herrschaften und des Fürstentums Waldeck. Herausragende Urkundenbestände finden sich etwa in der Überlieferung der Reichsabteien Fulda und Hersfeld. Das Staatsarchiv Marburg ist zudem zuständig für die Unterlagen der Regierungspräsidien Kassel und Gießen sowie der nachgeordneten staatlichen Dienststellen in den Landkreisen Fulda, Hersfeld-Rotenburg, Kassel, Marburg-Biedenkopf, Waldeck-Frankenberg, im Schwalm-Eder- und im Werra-Meißner-Kreis und in der kreisfreien Stadt Kassel.

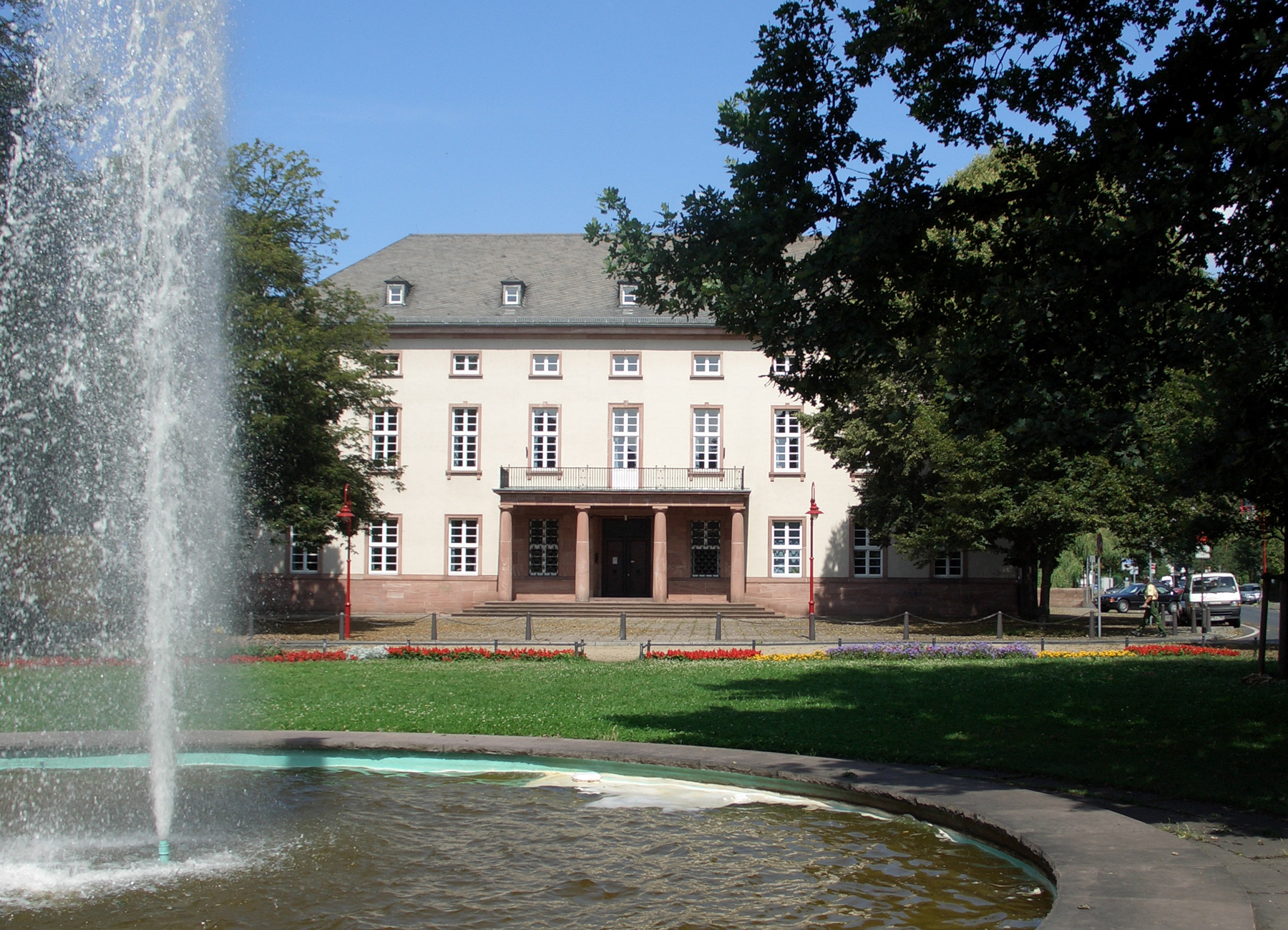
Hessisches Staatsarchiv Marburg

Dem Hessischen Staatsarchiv Marburg zugeordnet sind das Grundbucharchiv Hessen, das Personenstandsarchiv Hessen sowie das Archiv der deutschen Jugendbewegung.
Als Servicestelle der Justiz bietet das Grundbucharchiv den hessischen Amtsgerichten eine zentrale Lagerungsmöglichkeit für geschlossene Grundbücher und Grundakten. Die Abgabe wird zentral durch das Oberlandesgericht Frankfurt am Main koordiniert. Sollte das Amtsgericht doch noch einmal auf seine Unterlagen zurückgreifen müssen, findet eine Rückleihe statt. Die Grundbuchunterlagen verbleiben als dauernd aufzubewahrendes Registraturgut in der Zuständigkeit der Justiz, so dass eine Nutzung durch Dritte nur über die jeweiligen Amtsgerichte möglich ist.
Die zentralen Ereignisse im Leben eines Menschen sind in den Personenstandsregistern festgehalten. Die hierfür zuständigen Standesämter wurden zum 1. Oktober 1874 in Preußen, zum 1. Januar 1876 dann im ganzen Deutschen Reich (und somit auch in Hessen-Darmstadt) eingerichtet. Die Nebenregister, eine Art „Sicherungskopie“, sind zentral für das Bundesland im Personenstandsarchiv in Neustadt (Hessen) archiviert. Nach Ablauf der Fortführungsfristen geben die Standesamtsaufsichten bei den Kreisverwaltungen die Unterlagen dorthin ab. Damit stehen die Geburtsnebenregister, die vor mindestens 110 Jahren, die Heiratsnebenregister, die vor mindestens 80 Jahren, und die Sterbenebenregister, die vor mindestens 30 Jahren geschlossen wurden, für genealogische und wissenschaftliche Recherchen zur Verfügung.

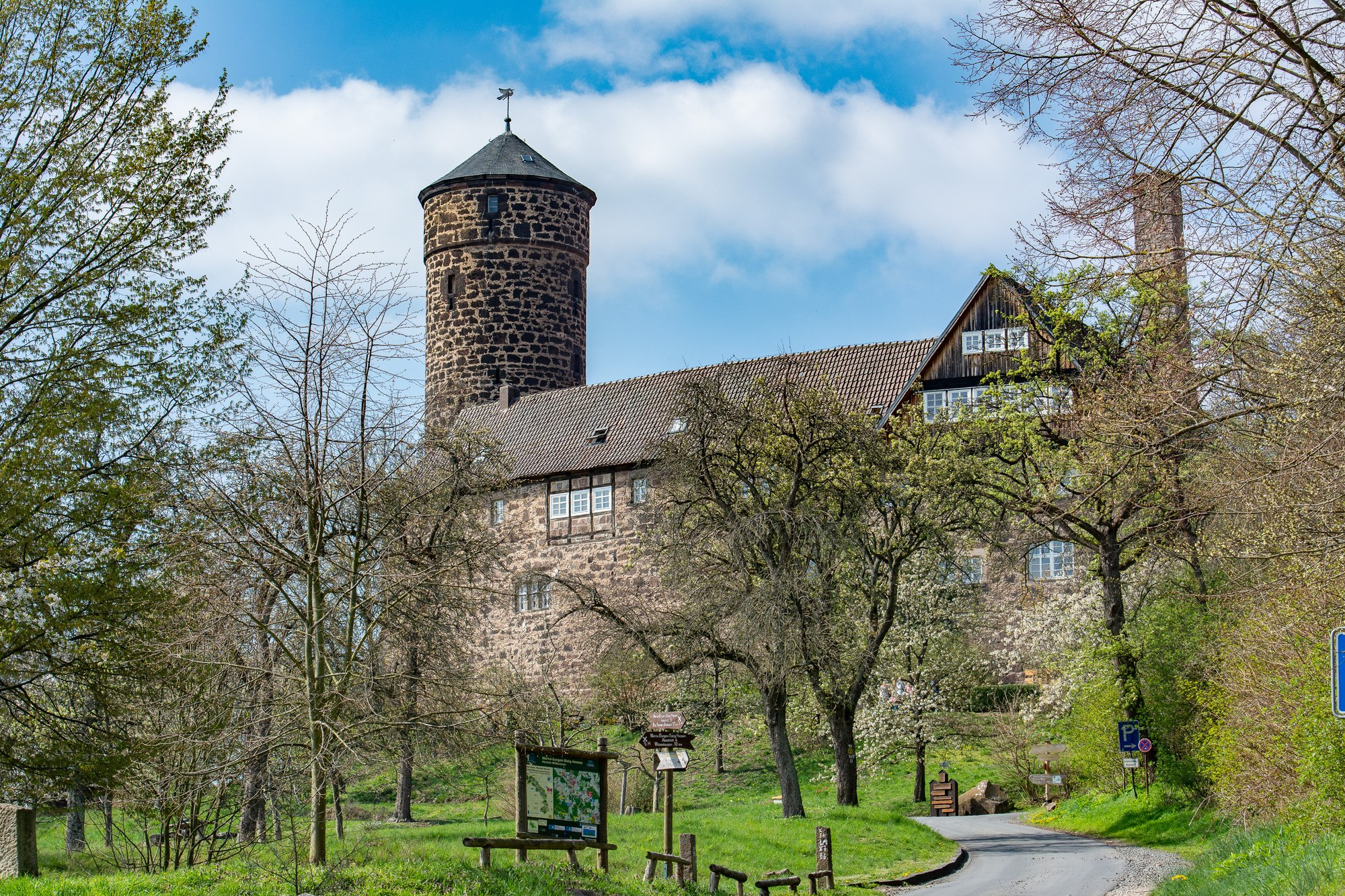
Archiv der deutschen Jugendbewegung

Das Archiv der deutschen Jugendbewegung ist als Außenstelle des Staatsarchivs Marburg eine gemeinsame Einrichtung des Landes Hessen und der Jugendburg Ludwigstein. Es sammelt und bewahrt Dokumente der deutschen Jugendbewegung sowie von Jugendverbänden und Jugendkulturen seit etwa 1890 bis heute. Viele Aufbruch- und Reformbewegungen des 20. Jahrhunderts sind mit der Jugendbewegung eng verbunden. Als gemeinsame Einrichtung des Hessischen Staatsarchivs Marburg und der „Stiftung Jugendburg Ludwigstein und Archiv der deutschen Jugendbewegung“ fördert das Archiv die wissenschaftliche Erforschung dieser Themen und beteiligt sich daran mit Tagungen und Veröffentlichungen.

## Nutzung
Das Archivgut des Hessischen Landesarchivs steht einer Einsichtnahme grundsätzlich offen. Für Forschende der unterschiedlichsten Fachrichtungen, Privatpersonen, die sich für die Geschichte Hessens, ihres Heimatorts oder ihrer Familie interessieren, sowie für Angehörige öffentlicher und privater Institutionen bietet das Archivgut einschlägige Informationen. Darüber hinaus unterstützt das Hessische Landesarchiv Behörden und Gerichte sowie Bürger, die Nachweise für private Rechtsansprüche benötigen.
Das Archivgut kann durch einen persönlichen Besuch in den Lesesälen der Hessischen Staatsarchive eingesehen und ausgewertet werden. Im Hessischen Archivinformationssystem Arcinsys sind zunehmend Bestände auch online digital einsehbar. Ende 2024 waren bereits über 27 Millionen Digitalisate in Arcinsys abrufbar, die in über 8,5 Millionen Erschließungseinheiten recherchierbar sind.

## Historische Vermittlung
In enger Zusammenarbeit mit den Kommissionen und Vereinen beteiligt sich das Hessische Landesarchiv an der Landesgeschichtsforschung und der Vermittlung historisch-politischer Bildung. Zahlreiche Publikationen machen die historischen Quellen des Archivs einer breiteren Öffentlichkeit zugänglich. Mit Vorträgen, Ausstellungen im Archivfoyer und Wanderausstellungen wirkt das Hessische Landesarchiv in die Gesellschaft.
Die zweimal jährlich erscheinenden „Archivnachrichten aus Hessen“ sind das zentrale Informationsjournal der hessischen Archivlandschaft. Sie werden halbjährlich vom Hessischen Landesarchiv in Zusammenarbeit mit dem Verband deutscher Archivarinnen und Archivare e. V./Landesverband Hessen und dem Verband Hessischer Kommunalarchive herausgegeben. Die Hefte beinhalten zahlreiche Beiträge zu zeitaktuellen und historischen Themen, Neuigkeiten aus der Archivwelt, archivfachlichen Fragen und vieles mehr. Sie können kostenfrei per Post bezogen werden.
Monatlich erscheint der Newsletter „HessenArchiv aktuell“. Er bietet Informationen zu laufenden Projekten, gibt Einblicke in die aktuelle Archivarbeit, informiert über interessante Archivbestände und berichtet über Veranstaltungen.
Darüber hinaus ist das Hessische Landesarchiv auf den Sozialen Medien aktiv.